# منظمة تضامن الشعوب الإفريقية الآسيوية
منظمة تضامن الشعوب الآسيوية الإفريقية (اختصارًا بالعربية م.ت.ش.ا.ا وبالإنجليزية AAPSO) هي إحدى الهيئات المنبثقة من مؤتمر باندونغ بإندونيسيا المنعقد عام 1955م وهي منظمة دولية غير حكومية تكرس لمبادئ التحرر الوطني وتضامن شعوب العالم الثالث وقد تم الإعلان عن تأسيسها كمنظمة باسم مجلس تضامن الدول الآسيوية الأفريقية خلال المؤتمر الأول للمنظمة الذي انعقد في القاهرة حيث مقرها الدائم في 27 ديسمبر 1957م حتى يناير 1958م وانبثقت في هذا المؤتمر السكيرتارية العامة للمنظمة، وظلت بهذا اسم ليتغير المسمى إلى شكله الحالي في المؤتمر الثاني للمنظمة الذي انعقد في كوناكري عاصمة غينيا في أبريل 1960م.

## خلفية
جاءت حركة الشعوب الآسيوية والإفريقية في مناخ دولي منقسم ومضطرب أعقب الحرب العالمية الثانية، حيث انقسم العالم إلى كتلتين بين النظام الرأسمالي بقيادة الولايات المتحدة والنظام الاشتراكي بقيادة الاتحاد السوفيتي فيما يعرف بالحرب الباردة، وأدى ذلك إلى قيام أحلاف عسكرية واعتماد سياسة وسباق التسلح؛ خاصة النووي في حين كانت معظم شعوب آسيا وإفريقيا تعاني الاستعمار الذي يحتل أراضيها، ويستنزف ثرواتها، وتعاني التخلف الاقتصادي والفقر والنزاعات الناشئة فيما بينها. وقد أدت هذه الظروف إلى نشوء حركات التحرير المناضلة من أجل حرية شعوبها واستقلالها؛ وانتهاج سياسة الحياد بين المعسكرين المتصارعين تعبيراً عن استقلال إرادتها.
انعقد مؤتمر باندونغ بين 18 و24 أبريل 1955م؛ استجابة لدعوة رؤساء حكومات الهند وباكستان وبورما وسيلان وإندونيسيا في إعلان بوغور الإندونيسية 1954م؛ والذي تضمن دعوة دول آسيا وإفريقيا إلى تشجيع التعاون والتفاهم بين شعوبها، وبحث مشكلاتها الناجمة عن الاستعمار والتمييز العنصري. ولم الرؤى مشتركة بين الدول الحاضرة للمؤتمر خاصة في قضايا التحرر والاستقلال والحياد بين المعسكرين والموقف من الأحلاف العسكرية، بل كانت مختلفة؛ حيث إن بعضها كان يرتبط بمعاهدات ثنائية مع الدول الغربية، وبعضها الآخر بتحالفات عسكرية، مثل حلف بغداد وحلف جنوب شرق آسيا.
ومع أن جدول أعمال المؤتمر كان يعنى بقضايا الشعوب الأفرو- آسيوية؛ إلا أنه عدّ انطلاقة لما سمي فيما بعد بحركة عدم الانحياز، وقد انتهى المؤتمر إلى اعتماد المبادئ العشرة المشهورة؛ وهي:-
1- احترام حقوق الإنسان الأساسية وأغراض ميثاق الأمم المتحدة ومبادئه.
2- احترام سيادة جميع الدول وسلامة أراضيها.
3- الامتناع عن أيّ تدخل في الشؤون الداخلية لبلد آخر.
4- احترام حق كل دولة في الدفاع عن نفسها انفرادياً وجماعياً؛ وفقاً لميثاق الأمم المتحدة.
5- الامتناع عن استخدام التنظيمات الدفاعية الجماعية لخدمة المصالح الذاتية لأيّ دولة من الدول الكبرى.
6- تجنب الأعمال والتهديدات العدوانية واستخدام العنف ضد السلامة الإقليمية أو الاستقلال السياسي لأيّ بلد.
7- تسوية جميع المنازعات الدولية بالوسائل السلمية كالتفاوض أو التوفيق.
8- امتناع أيّ دولة عن ممارسة الضغط ضد غيرها من الدول.
9- تنمية المصالح المشتركة والتعاون المتبادل.
10- احترام العدالة والالتزامات الدولية.

## أعمال المنظمة
التزمت منظمة التضامن الآسيوي الإفريقي بمهمة متابعة تنفيذ الالتزامات المنبثقة من المؤتمر، فقد انعقد المؤتمر التأسيسي الأول للمنظمة في القاهرة ما بين 27 ديسمبر 1957م - 1 يناير 1958م؛ حيث حضر المؤتمر 40 وفداً يمثلون دول وحركات تحرير الشعوب في آسيا وإفريقيا، كما أعلن المؤتمر عن إنشاء هيئات قيادية هي المجلس واللجنة التنفيذية، ويعدّ المؤتمر أعلى سلطة بينها، كما تم إحداث أمانة للمنظمة، وعدّت القاهرة مقرّاً لها. وعلى مدى خمسة عشر عاماً انعقدت خمسة مؤتمرات رسمية للمنظمة، فالمؤتمر الثاني انعقد في غينيا عام 1960م، والثالث في تنزانيا عام 1963م، والرابع في غانا عام 1965م، والخامس في القاهرة عام 1972م؛ وحضره 88 وفداً؛ يمثلون حكومات الدول المستقلة وحركات التحرير. كذلك عقدت المنظمة في إطار نشاطها ودعمها لحركات التحرير عدداً من المؤتمرات والندوات والاجتماعات التضامنية الخاصة بشعوب الهند الصينية والبلدان العربية والمستعمرات البرتغالية ومكافحة التمييز العنصري في إفريقيا.
أسهمت على مدى أعوام نشاطها في مناصرة هذه ودعمها سياسياً ودولياً نحو تقرير المصير لشعوبها ودعم حركات الكفاح ضد التمييز العنصري في إفريقيا؛ وعدّ الكفاح ضد الاستعمار في شتى أنحاء العالم
بأشكاله المختلفة واجباً تلتزم به المنظمة، وفي هذا السياق دعمت نضال شعوب المغرب العربي في كفاحها من أجل الاستقلال والحرية، وأيدت ودعمت كفاح الشعب الفلسطيني، ودعمت كفاح شعب إندونيسيا في نزاعها مع هولندا بخصوص إيريانا الغربية، ووقفت موقفاً حازماً إزاء قضايا نزع السلاح ومنع إنتاج السلاح النووي واستعماله وتجريبه. وقد ضعف دور هذه المنظمة تأسيسي بغياب عدد من قادتها من جهة، وانقلاب الموقف الدولي في ضوء غياب المعسكر الاشتراكي؛ إلا أنها أسهمت على نحو كبير في حصول شعوب آسيا وإفريقيا على استقلالها السياسي، وحققت حضوراً مهماً في النصف الثاني من القرن العشرين.